# Segunda Batalha de Al-Faw
A Segunda Batalha de Al-Faw (também conhecida como Operação Ramadan Mubarak), foi um grande combate que aconteceu em 17 de abril de 1988, sendo uma das grandes batalhas finais da Guerra Irã-Iraque. Após sofrer uma derrota na Primeira Batalha de Al-Faw dois anos antes, o exército iraquiano conseguiu conduzir uma ofensiva relâmpago e expulsar os iranianos da Península de Al-Faw.

## Forças envolvidas
Após a derrota do Iraque na Primeira Batalha de Al-Faw dois anos antes, o reestruturado Exército Iraquiano accionou uma operação de grande envergadura para expulsar os Iranianos da Península de Al-Faw. Os Iraquianos colocaram mais de 100 000 veteranos da Guarda Republicana Iraquiana, contra 15 000 Iranianos Basij, voluntários de segunda classe.

## Batalha
A ala sul do assalto consistiu das divisões Madina e Bagdade da Guarda Republicana, que atacaram as linhas Iranianas e permitiram a penetração da Divisão de Blindados Hamurabi, movimentando-se ao longo da costa sul da península até Al-faw. Entretanto o VIIº Corpo do exército regular Iraquiano atacava a linha norte com a 7ª Infantaria e a 6ª Divisão de Blindados. Enquanto a 7ª Infantaria ficava atolada, a 6ª Divisão de Blindados rompeu as linhas Iranianas, a 1ª Divisão Mecanizada pressionava, empurrando os iranianos, até se ligar com as divisões da Guarda Republicana fora de Al-Faw.

## Resultado
A península foi assim retomada em cerca de 35 horas, com grande parte do equipamento Iraniano capturado intacto.